# Euro Hockey League 2018-2019
Navigation
2017-2018 2021
L'Euro Hockey League 2018-2019 est la 12e édition de l'Euro Hockey League. Elle oppose 24 équipes européennes.

## Déroulement du tournoi
La compétition se déroule en deux phases. Lors de la première phase, les douze équipes les moins bien classées sont réparties dans quatre groupes. Les douze autres équipes sont qualifiées pour les huitièmes de finale.
- Une victoire rapporte 5 points
- Un nul 2 points
- Une défaite par 2 buts ou moins d'écart 1 point
- Une défaite par plus de 2 buts d'écart 0 point

À partir des huitièmes de finale, la compétition devient une compétition à élimination directe.

## Équipes
Les pays placés parmi les quatre premiers du classement européen peuvent engager trois équipes :
- 1.  Pays-Bas : AH&BC Amsterdam, HC Oranje-Rood et SV Kampong
- 2.  Allemagne : Mannheimer HC, Rot-Weiss Köln et HTC Uhlenhorst Mülheim
- 3.  Belgique : KHC Dragons, Royal Léopold HC et Waterloo Ducks HC
- 4.  Espagne : Club Egara, Junior FC et Real Club de Polo

Ceux classés entre la cinquième et le huitième place peuvent engager deux équipes :
- 5.  France : Racing Club de France et Saint Germain HC
- 6.  Angleterre : Surbiton HC et Wimbledon HC (en)
- 7.  Russie : Dinamo Elektrostal (nl) et HC Dinamo Kazan (nl)
- 8.  Écosse : Grange HC (en) et Grove Menzieshill HC (de)

Ceux classés entre la 9e et la 12e place peuvent engager 1 équipe :
- 9.  Irlande : Three Rock Rovers HC (nl)
- 10.  Pologne : WKS Grunwald Poznań
- 11.  Autriche : SV Arminen (de)
- 12.  Biélorussie : HC Minsk

## Phase de poules
Les matchs ont lieu du 5 au 7 octobre 2018 à Barcelone.

### Groupe A
| Pays | Équipes        | Score | Équipes    | Pays |
| ---- | -------------- | ----- | ---------- | ---- |
|      | SV Arminen     | 4 - 1 | Grange HC  |      |
|      | HC Oranje-Rood | 6 - 0 | Grange HC  |      |
|      | HC Oranje-Rood | 2 - 1 | SV Arminen |      |

| Rang | Équipe         | Points | Joués | Gagnés | Nuls | Perdus (écart ≤2 buts) | Perdus (écart >2 buts) | Buts Pour | Buts Contre | Différence |
| ---- | -------------- | ------ | ----- | ------ | ---- | ---------------------- | ---------------------- | --------- | ----------- | ---------- |
| 1    | HC Oranje-Rood | 10     | 2     | 2      | 0    | 0                      | 0                      | 8         | 1           | +7         |
| 2    | SV Arminen     | 6      | 2     | 1      | 0    | 1                      | 0                      | 5         | 3           | +2         |
| 3    | Grange HC      | 0      | 2     | 0      | 0    | 0                      | 2                      | 1         | 10          | -9         |

### Groupe B
| Pays | Équipes       | Score | Équipes            | Pays |
| ---- | ------------- | ----- | ------------------ | ---- |
|      | Wimbledon HC  | 5 - 2 | Dinamo Elektrostal |      |
|      | Mannheimer HC | 7 - 2 | Dinamo Elektrostal |      |
|      | Mannheimer HC | 1 - 1 | Wimbledon HC       |      |

| Rang | Équipe             | Points | Joués | Gagnés | Nuls | Perdus (écart ≤2 buts) | Perdus (écart >2 buts) | Buts Pour | Buts Contre | Différence |
| ---- | ------------------ | ------ | ----- | ------ | ---- | ---------------------- | ---------------------- | --------- | ----------- | ---------- |
| 1    | Mannheimer HC      | 7      | 2     | 1      | 1    | 0                      | 0                      | 8         | 3           | +5         |
| 2    | Wimbledon HC       | 7      | 2     | 1      | 1    | 0                      | 0                      | 6         | 3           | +3         |
| 3    | Dinamo Elektrostal | 0      | 2     | 0      | 0    | 0                      | 2                      | 4         | 12          | -8         |

### Groupe C
| Pays | Équipes          | Score | Équipes             | Pays |
| ---- | ---------------- | ----- | ------------------- | ---- |
|      | HC Minsk         | 1 - 2 | WKS Grunwald Poznań |      |
|      | Royal Léopold HC | 3 - 1 | WKS Grunwald Poznań |      |
|      | Royal Léopold HC | 5 - 0 | HC Minsk            |      |

| Rang | Équipe              | Points | Joués | Gagnés | Nuls | Perdus (écart ≤2 buts) | Perdus (écart >2 buts) | Buts Pour | Buts Contre | Différence |
| ---- | ------------------- | ------ | ----- | ------ | ---- | ---------------------- | ---------------------- | --------- | ----------- | ---------- |
| 1    | Royal Léopold HC    | 10     | 2     | 2      | 0    | 0                      | 0                      | 8         | 1           | +7         |
| 2    | WKS Grunwald Poznań | 6      | 2     | 1      | 0    | 1                      | 0                      | 3         | 4           | -1         |
| 3    | HC Minsk            | 1      | 2     | 0      | 0    | 1                      | 1                      | 1         | 7           | -6         |

### Groupe D
| Pays | Équipes               | Score | Équipes               | Pays |
| ---- | --------------------- | ----- | --------------------- | ---- |
|      | Racing Club de France | 0 - 6 | Three Rock Rovers HC  |      |
|      | Junior FC             | 1 - 1 | Three Rock Rovers HC  |      |
|      | Junior FC             | 5 - 1 | Racing Club de France |      |

| Rang | Équipe                | Points | Joués | Gagnés | Nuls | Perdus (écart ≤2 buts) | Perdus (écart >2 buts) | Buts Pour | Buts Contre | Différence |
| ---- | --------------------- | ------ | ----- | ------ | ---- | ---------------------- | ---------------------- | --------- | ----------- | ---------- |
| 1    | Three Rock Rovers HC  | 7      | 2     | 1      | 1    | 0                      | 0                      | 7         | 1           | +6         |
| 2    | Junior FC             | 7      | 2     | 1      | 1    | 0                      | 0                      | 6         | 2           | +4         |
| 3    | Racing Club de France | 0      | 2     | 0      | 0    | 0                      | 2                      | 1         | 11          | -10        |

## Phase finale
Les matchs ont lieu du 17 au 22 avril 2019 à Eindhoven.

### Qualifiés pour la phase finale
| Groupe   | 1er du groupe        |
| -------- | -------------------- |
| Groupe A | HC Oranje-Rood       |
| Groupe B | Mannheimer HC        |
| Groupe C | Royal Léopold HC     |
| Groupe D | Three Rock Rovers HC |

| Qualifiés directement pour la phase finale |
| ------------------------------------------ |
| AH&BC Amsterdam                            |
| SV Kampong                                 |
| Rot-Weiss Köln                             |
| Uhlenhorst Mülheim                         |
| KHC Dragons                                |
| Waterloo Ducks HC                          |
| Club Egara                                 |
| Real Club de Polo                          |
| Saint Germain HC                           |
| Surbiton HC                                |
| HC Dinamo Kazan                            |
| Grove Menzieshill HC                       |

### Tableau final
|  | Huitièmes de finale  | Huitièmes de finale |                   |                        | Quarts de finale       | Quarts de finale  |      |  | Demi-finales  | Demi-finales  |  |  | Finale        | Finale        |
|  | Huitièmes de finale  | Huitièmes de finale |                   |                        | Quarts de finale       | Quarts de finale  |      |  | Demi-finales  | Demi-finales  |  |  | Finale        | Finale        |
|  |                      |                     |                   |                        |                        |                   |      |  |               |               |  |  |               |               |
|  | 17 avril 2019        | 17 avril 2019       |                   |                        | 20 avril 2019          | 20 avril 2019     |      |  | 21 avril 2019 | 21 avril 2019 |  |  | 22 avril 2019 | 22 avril 2019 |
|  | 17 avril 2019        | 17 avril 2019       |                   |                        | 20 avril 2019          | 20 avril 2019     |      |  | 21 avril 2019 | 21 avril 2019 |  |  | 22 avril 2019 | 22 avril 2019 |
|  | KHC Dragons          | 4                   |                   |                        | 20 avril 2019          | 20 avril 2019     |      |  | 21 avril 2019 | 21 avril 2019 |  |  | 22 avril 2019 | 22 avril 2019 |
|  | KHC Dragons          | 4                   |                   |                        | 20 avril 2019          | 20 avril 2019     |      |  | 21 avril 2019 | 21 avril 2019 |  |  | 22 avril 2019 | 22 avril 2019 |
|  | Three Rock Rovers    | 2                   |                   |                        | 20 avril 2019          | 20 avril 2019     |      |  | 21 avril 2019 | 21 avril 2019 |  |  | 22 avril 2019 | 22 avril 2019 |
|  | Three Rock Rovers    | 2                   | KHC Dragons       | 1(2)                   |                        |                   |      |  | 21 avril 2019 | 21 avril 2019 |  |  | 22 avril 2019 | 22 avril 2019 |
|  | 17 avril 2019        |                     | KHC Dragons       | 1(2)                   |                        |                   |      |  | 21 avril 2019 | 21 avril 2019 |  |  | 22 avril 2019 | 22 avril 2019 |
|  |                      | Waterloo Ducks HC   | 1(3)              |                        |                        |                   |      |  | 21 avril 2019 | 21 avril 2019 |  |  | 22 avril 2019 | 22 avril 2019 |
|  | Waterloo Ducks HC    | Waterloo Ducks HC   | 1(3)              | 1(4)                   |                        |                   |      |  | 21 avril 2019 | 21 avril 2019 |  |  | 22 avril 2019 | 22 avril 2019 |
|  | Waterloo Ducks HC    | 20 avril 2019       |                   | 1(4)                   |                        |                   |      |  | 21 avril 2019 | 21 avril 2019 |  |  | 22 avril 2019 | 22 avril 2019 |
|  | Surbiton HC          | 1(2)                |                   |                        |                        |                   |      |  | 21 avril 2019 | 21 avril 2019 |  |  | 22 avril 2019 | 22 avril 2019 |
|  | Surbiton HC          | 1(2)                | Waterloo Ducks HC | 1(3)                   |                        |                   |      |  |               |               |  |  | 22 avril 2019 | 22 avril 2019 |
|  | 17 avril 2019        |                     | Waterloo Ducks HC | 1(3)                   |                        |                   |      |  |               |               |  |  | 22 avril 2019 | 22 avril 2019 |
|  |                      | Mannheimer HC       | 1(1)              |                        |                        |                   |      |  |               |               |  |  | 22 avril 2019 | 22 avril 2019 |
|  | HC Dinamo Kazan      | Mannheimer HC       | 1(1)              | 0                      |                        |                   |      |  |               |               |  |  | 22 avril 2019 | 22 avril 2019 |
|  | HC Dinamo Kazan      | 21 avril 2019       |                   | 0                      |                        |                   |      |  |               |               |  |  | 22 avril 2019 | 22 avril 2019 |
|  | Mannheimer HC        | 6                   |                   |                        |                        |                   |      |  |               |               |  |  | 22 avril 2019 | 22 avril 2019 |
|  | Mannheimer HC        | 6                   | Mannheimer HC     | 4(4)                   |                        |                   |      |  |               |               |  |  | 22 avril 2019 | 22 avril 2019 |
|  | 17 avril 2019        |                     | Mannheimer HC     | 4(4)                   |                        |                   |      |  |               |               |  |  | 22 avril 2019 | 22 avril 2019 |
|  |                      | Uhlenhorst Mülheim  | 4(2)              |                        |                        |                   |      |  |               |               |  |  | 22 avril 2019 | 22 avril 2019 |
|  | HC Oranje-Rood       | Uhlenhorst Mülheim  | 4(2)              | 2                      |                        |                   |      |  |               |               |  |  | 22 avril 2019 | 22 avril 2019 |
|  | HC Oranje-Rood       | 20 avril 2019       |                   | 2                      |                        |                   |      |  |               |               |  |  | 22 avril 2019 | 22 avril 2019 |
|  | Uhlenhorst Mülheim   | 3                   |                   |                        |                        |                   |      |  |               |               |  |  | 22 avril 2019 | 22 avril 2019 |
|  | Uhlenhorst Mülheim   | 3                   | Waterloo Ducks HC | 4                      |                        |                   |      |  |               |               |  |  |               |               |
|  | 18 avril 2019        |                     | Waterloo Ducks HC | 4                      |                        |                   |      |  |               |               |  |  |               |               |
|  |                      | Rot-Weiss Köln      | 0                 |                        |                        |                   |      |  |               |               |  |  |               |               |
|  | SV Kampong           | Rot-Weiss Köln      | 0                 | 2                      |                        |                   |      |  |               |               |  |  |               |               |
|  | SV Kampong           |                     |                   | 2                      |                        |                   |      |  |               |               |  |  |               |               |
|  | Rot-Weiss Köln       | 3                   |                   |                        |                        |                   |      |  |               |               |  |  |               |               |
|  | Rot-Weiss Köln       | 3                   | Rot-Weiss Köln    | 2(6)                   |                        |                   |      |  |               |               |  |  |               |               |
|  | 18 avril 2019        |                     | Rot-Weiss Köln    | 2(6)                   |                        |                   |      |  |               |               |  |  |               |               |
|  |                      | AH&BC Amsterdam     | 2(4)              |                        |                        |                   |      |  |               |               |  |  |               |               |
|  | AH&BC Amsterdam      | AH&BC Amsterdam     | 2(4)              | 12                     |                        |                   |      |  |               |               |  |  |               |               |
|  | AH&BC Amsterdam      | 20 avril 2019       |                   | 12                     |                        |                   |      |  |               |               |  |  |               |               |
|  | Grove Menzieshill HC | 1                   |                   |                        |                        |                   |      |  |               |               |  |  |               |               |
|  | Grove Menzieshill HC | 1                   | Rot-Weiss Köln    | 3                      |                        |                   |      |  |               |               |  |  |               |               |
|  | 18 avril 2019        |                     | Rot-Weiss Köln    | 3                      |                        |                   |      |  |               |               |  |  |               |               |
|  |                      | Real Club de Polo   | 1                 |                        |                        |                   |      |  |               |               |  |  |               |               |
|  | Saint Germain HC     | Real Club de Polo   | 1                 | 1(1)                   |                        |                   |      |  |               |               |  |  |               |               |
|  | Saint Germain HC     |                     |                   | 1(1)                   |                        |                   |      |  |               |               |  |  |               |               |
|  | Club Egara           | 1(2)                |                   | Match pour la 3e place | Match pour la 3e place |                   |      |  |               |               |  |  |               |               |
|  | Club Egara           | 1(2)                | Club Egara        | Match pour la 3e place | Match pour la 3e place | 3(0)              |      |  |               |               |  |  |               |               |
|  | 18 avril 2019        | 18 avril 2019       | Club Egara        | 22 avril 2019          | 22 avril 2019          | 3(0)              |      |  |               |               |  |  |               |               |
|  | 18 avril 2019        | 18 avril 2019       |                   | 22 avril 2019          | 22 avril 2019          | Real Club de Polo | 3(3) |  |               |               |  |  |               |               |
|  | Royal Léopold HC     | 3                   | Mannheimer HC     | 3                      |                        | Real Club de Polo | 3(3) |  |               |               |  |  |               |               |
|  | Royal Léopold HC     | 3                   | Mannheimer HC     | 3                      |                        |                   |      |  |               |               |  |  |               |               |
|  | Real Club de Polo    | 4                   |                   | Real Club de Polo      | 1                      |                   |      |  |               |               |  |  |               |               |
|  | Real Club de Polo    | 4                   |                   | Real Club de Polo      | 1                      |                   |      |  |               |               |  |  |               |               |

## Classement final
| Place              | Équipe                | Résultat                            |
| ------------------ | --------------------- | ----------------------------------- |
| Médaille d'or      | Waterloo Ducks HC     | Vainqueur                           |
| Médaille d'argent  | Rot-Weiss Köln        | Finaliste                           |
| Médaille de bronze | Mannheimer HC         | Vainqueur du match pour la 3e place |
| 4                  | Real Club de Polo     | Perdant du match pour la 3e place   |
| 5                  | KHC Dragons           | Éliminés en 1/4 de finale           |
| 5                  | Uhlenhorst Mülheim    | Éliminés en 1/4 de finale           |
| 5                  | AH&BC Amsterdam       | Éliminés en 1/4 de finale           |
| 5                  | Club Egara            | Éliminés en 1/4 de finale           |
| 9                  | Three Rock Rovers     | Éliminés en 1/8 de finale           |
| 9                  | Surbiton HC           | Éliminés en 1/8 de finale           |
| 9                  | HC Dinamo Kazan       | Éliminés en 1/8 de finale           |
| 9                  | HC Oranje-Rood        | Éliminés en 1/8 de finale           |
| 9                  | SV Kampong            | Éliminés en 1/8 de finale           |
| 9                  | Grove Menzieshill HC  | Éliminés en 1/8 de finale           |
| 9                  | Saint Germain HC      | Éliminés en 1/8 de finale           |
| 9                  | Royal Léopold HC      | Éliminés en 1/8 de finale           |
| 17                 | Junior FC             | 2es de la phase de groupe           |
| 17                 | Wimbledon HC          | 2es de la phase de groupe           |
| 17                 | SV Arminen            | 2es de la phase de groupe           |
| 17                 | WKS Grunwald Poznań   | 2es de la phase de groupe           |
| 21                 | HC Minsk              | 3es de la phase de groupe           |
| 21                 | Dinamo Elektrostal    | 3es de la phase de groupe           |
| 21                 | Grange HC             | 3es de la phase de groupe           |
| 21                 | Racing Club de France | 3es de la phase de groupe           |